# سباستین کاروگا
سباستین کاروگا (انگلیسی: Sebastián Carruega؛ زادهٔ ۱ سپتامبر ۱۹۹۶) بازیکن فوتبال اهل آرژانتین است.